# Osiek Jasielski
Pour la commune, voir Osiek Jasielski (gmina).
Osiek Jasielski est une localité polonaise, siège de la gmina d'Osiek Jasielski, située dans le powiat de Jasło en voïvodie des Basses-Carpates.